# 김대진 (축구인)
김대진(1969년 5월 10일 ~ )은 대한민국의 축구 선수이며, 포지션은 미드필더이다.